# Spilopteron
Spilopteron is een geslacht van insecten uit de orde vliesvleugeligen (Hymenoptera) en de familie Ichneumonidae.

## Soorten
- S. alishanum Chiu, 1971
- S. apicale (Matsumura, 1912)
- S. baiyanense Wang, 1982
- S. bellulon Wang, 2004
- S. bigeminatum Wang, 1992
- S. crassifacialium Wang, 2004
- S. dualis Wang, 2004
- S. flavescutatum Wang, 2004
- S. flaviapicus Wang & Huang, 1993
- S. flavicans Sheng, 2009
- S. formosum (Cresson, 1868)
- S. franclemonti Townes, 1960
- S. fuscomaculatum Wang, 1988
- S. hongmaoense Wang, 1982
- S. hubeiense Wang, 1997
- S. latiareolatum Wang, 1988
- S. longiareolatum Wang, 1988
- S. longitubus Wang, 2004
- S. luculentum Wang, 1992
- S. luteum (Uchida, 1930)
- S. mucronatum Lee, 2008
- S. occiputale (Cresson, 1869)
- S. pyrrhonae Kusigemati, 1981
- S. sichuanense Wang, 1997
- S. splendidum Wang, 1988
- S. strenus Wang, 1997
- S. subflaviapicus Wang & Huang, 1993
- S. tosaense (Uchida, 1934)
- S. vicinum (Cresson, 1869)
- S. wulingense Wang, 1992